# Трибэр
Трибэр (англ. Threebear) — почвы штата Айдахо в США.

## Описание
Трибэр состоит из умеренно осушенных почв, сформированных в илистых отложениях с помощью пласта вулканического пепла. Название происходит от ручья, протекающего в округе Лата (англ Latah), штата Айдахо. Эти почвы встречаются на холмах с покатостью от 5 до 35 %. На почвах данного типа произрастает лес, который используется для заготовки лесоматериалов. Так же они являются местом обитания диких животных. Естественной растительностью данных почв в массе своей являются западный красный кедр, ель Дугласа, великая ель, западная лиственница и белая западная сосна. Среднегодовое количество осадков на данных территориях составляет 36 дюймов (91,44 см), а среднегодовая температура 42 градуса Фаренгейта (5,56 °С).